# Pastores (Salamanca)
Pastores ist ein Ort und eine nordspanische Gemeinde (municipio) mit 56 Einwohnern (Stand: 2024) in der Provinz Salamanca in der Autonomen Gemeinschaft Kastilien und León. Neben dem Hauptort Pastores gehört die Wüstung Dehesa de Cuadrados zur Gemeinde. 

## Geografie
Pastores liegt etwa 118 Kilometer südwestlich von Salamanca in einer Höhe von ca. 765 m. Der Río Águeda begrenzt die Gemeinde im Osten und wird hier zur Embalse de Águeda aufgestaut. 

## Bevölkerungsentwicklung
| Jahr      | 1900 | 1950 | 1960 | 1970 | 1981 | 1991 | 2001 | 2011 | 2021 |
| Einwohner | 295  | 349  | 339  | 209  | 118  | 80   | 62   | 59   | 51   |

## Sehenswürdigkeiten
- Peterskirche (Iglesia de San Pedro de Alcántara)

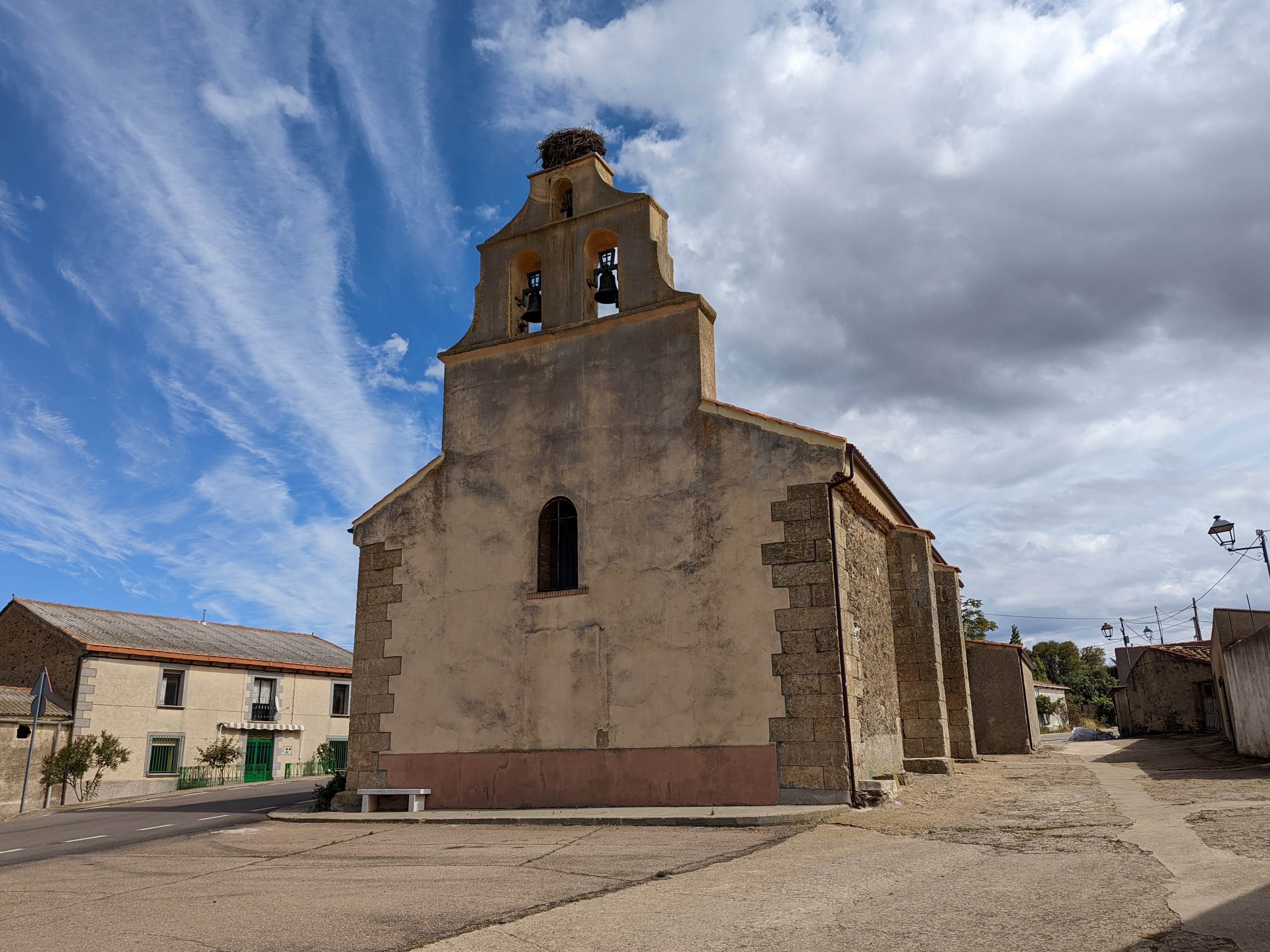
Peterskirche
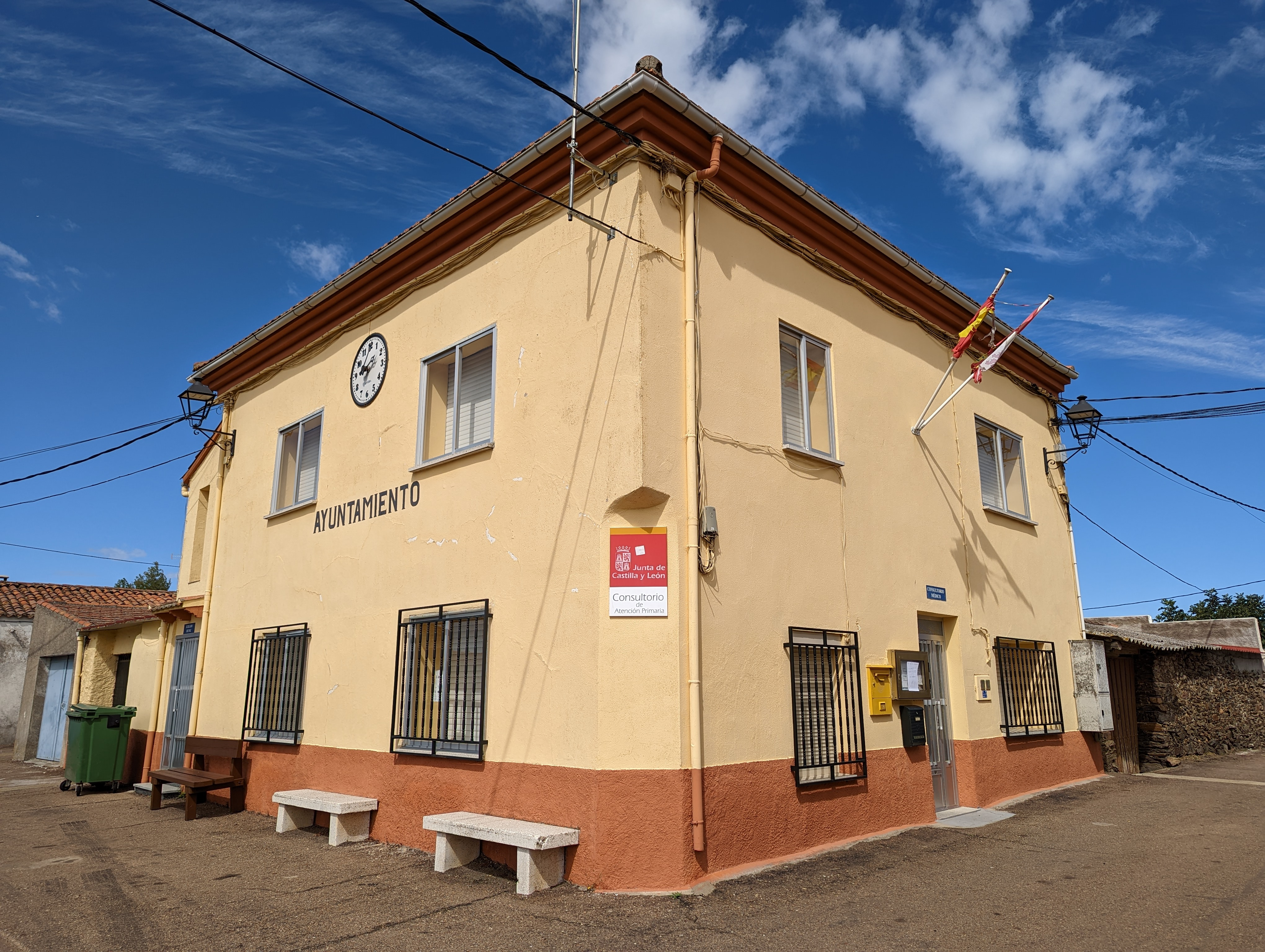
Rathaus